# Дејли Блинд
Дејли Блинд (хол. Daley Blind; рођен 9. марта 1990. у Амстердаму) јесте холандски фудбалер који тренутно игра за Ђирону, као и за репрезентацију Холандије.
Блинд је прошао младу школу Ајакса, у коме је постао стандардан првотимац после повратка са позајмице у Гронингену, и са њим је освојио четири узастопне титуле шампиона Ередивизије, првенства Холандије. У септембру 2014. прелази у енглески Манчестер јунајтед за 13,8 милиона фунти.
Блинд наступа за репрезентацију Холандије од 2013, за репрезентацију је наступао на више од 50 мечева, а био је и део екипе која је била трећа на Светском првенству 2014. године.

## Највећи успеси
Ајакс
- Првенство Холандије (7) : 2010/11, 2011/12, 2012/13, 2013/14, 2018/19, 2020/21, 2021/22.
- Куп Холандије (2) : 2018/19, 2020/21.
- Суперкуп Холандије (2) : 2013, 2019.

Манчестер јунајтед
- ФА куп (1) : 2015/16.
- Енглески Лига куп (1) : 2016/17.
- Комјунити шилд (1) : 2016.
- Лига Европе (1) : 2016/17.

Бајерн Минхен
- Бундеслига (1) : 2022/23.